# May-Grabmal
Das Grabmal für Karl und Klara May steht an der nördlichen Quermauer des Friedhofs Radebeul-Ost, eines der beiden Radebeuler Hauptfriedhöfe. Das heute als Teil der Sachgesamtheit Friedhof Radebeul-Ost denkmalgeschützte Grabmal stand bereits zu DDR-Zeiten als Grufthaus Karl May unter Denkmalschutz, auch bevor 1979 der gesamte Friedhof auf die damalige Radebeuler Denkmalliste genommen wurde.

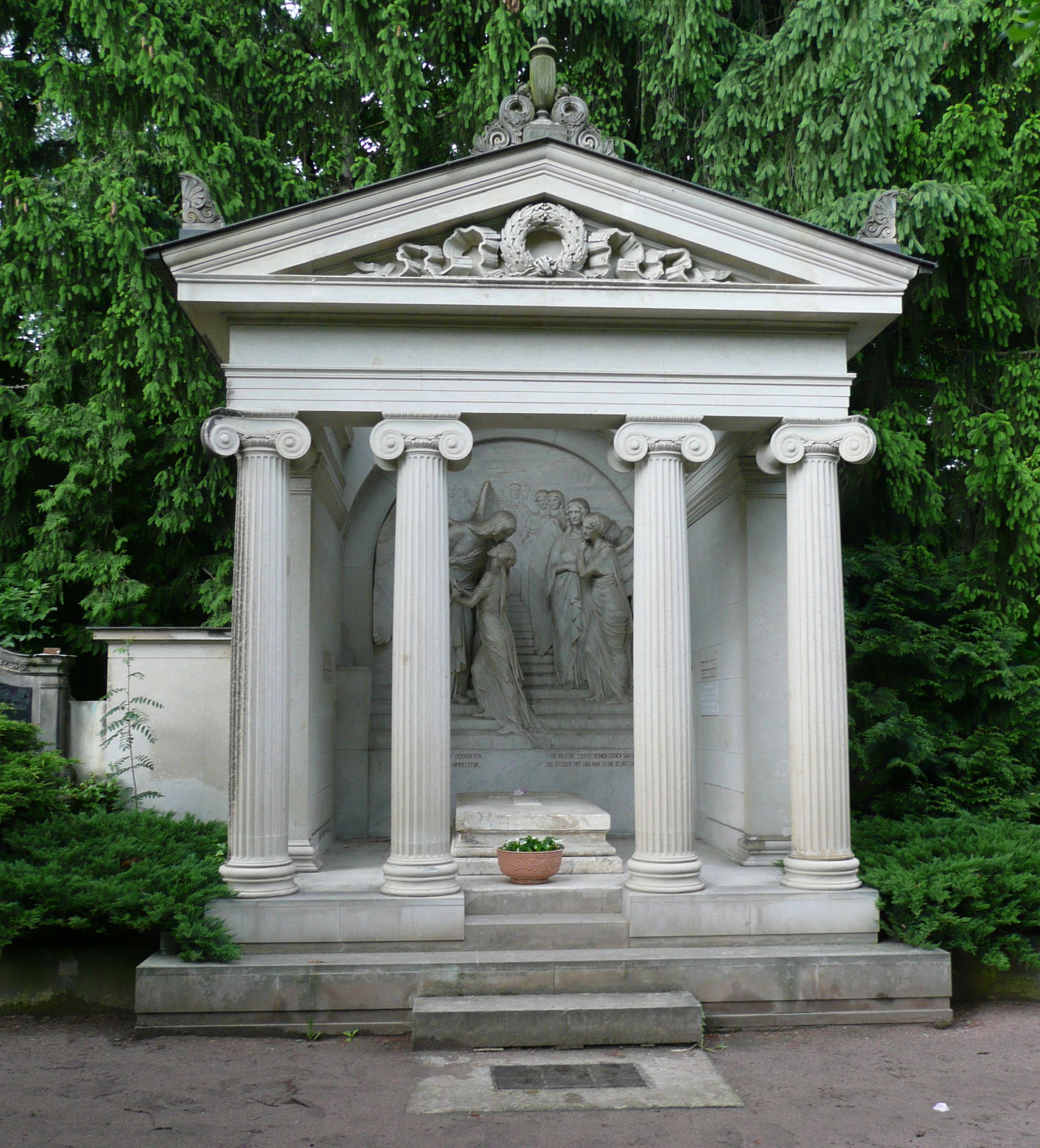
Grabmal für Karl und Klara May

## Beschreibung

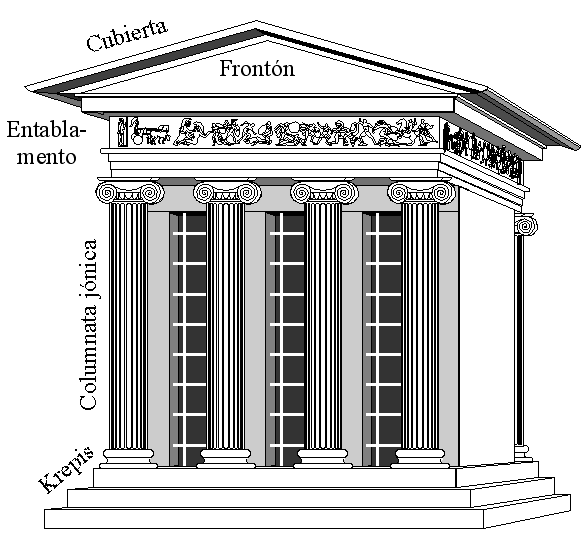
Rekonstruktionszeichnung des Tempels der Athena Nike

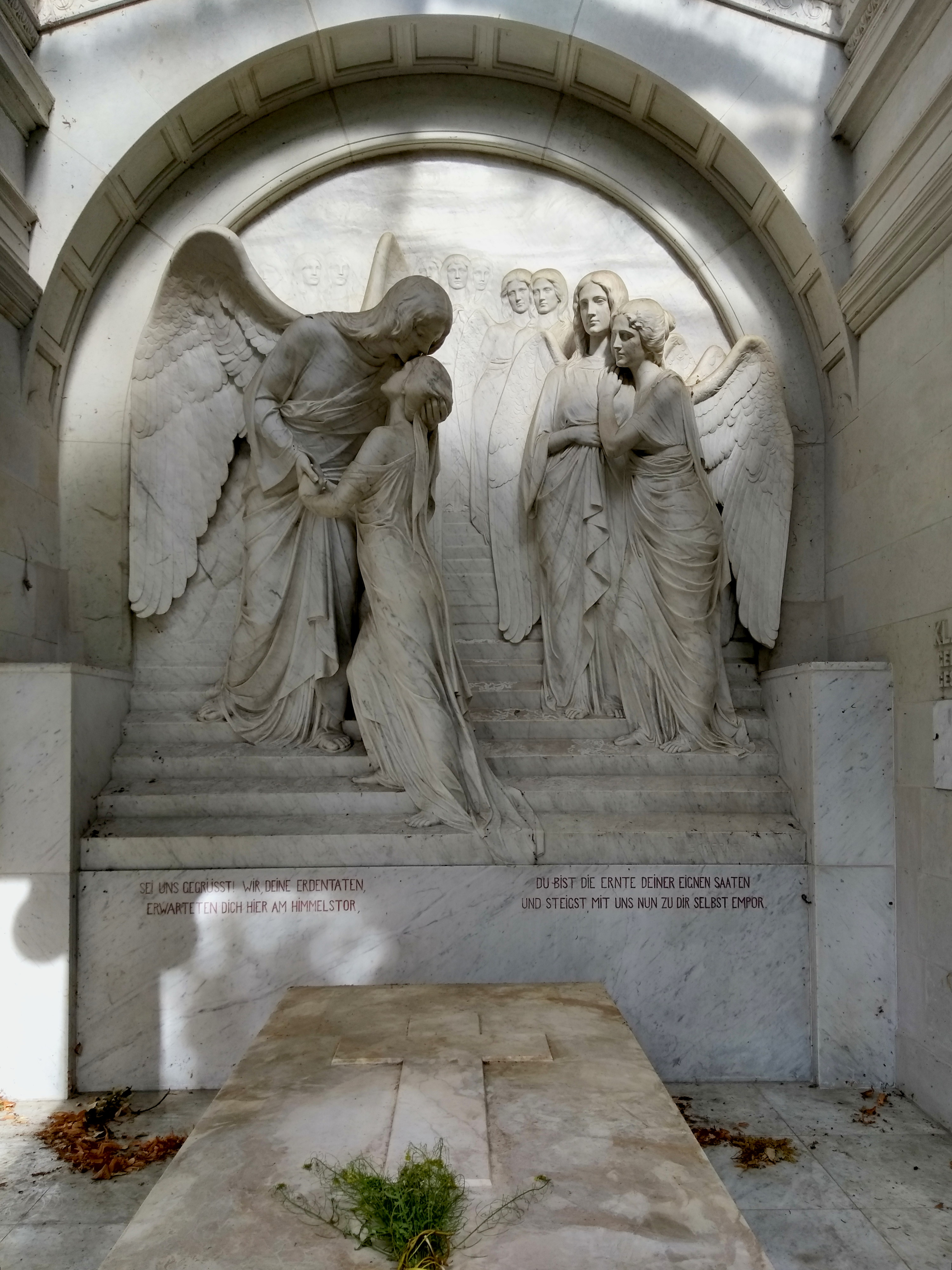
Karl May Grabmal, Skulpturengruppe von Selmar Werner

Es handelt sich um ein 5 Meter hohes Grufthaus in Form eines griechischen Niketempels mit vier ionischen Säulen, das unter Denkmalschutz steht.
Die Idee zum Grabmal entstand während Mays Orientreise 1899/1900. Im zweiten Teil seiner Orientreise führte ihn sein Weg, gemeinsam mit Ehefrau Emma und Familie Plöhn, am 7. Juli 1900 auch nach Athen. Aufgrund der Zillerschen Kontakte in der Heimat trafen sie sich mit „Prof. Ziller“. Plöhns Ehefrau Klara, die spätere Klara May, notierte später: „Das Ehepaar May und wir waren auch einmal mit meinem schon sehr leidenden Manne Plöhn und anderen in Athen gewesen und hatten da – dank der Vermittlung des aus Radebeul stammenden Prof. Ziller – eine Mondnacht auf der Akropolis zugebracht. Da entstand in mir der Gedanke, den Niketempel als Gruft in Radebeul entstehen zu lassen. Bald darauf starb Plöhn. Er wurde in Radebeul begraben.“
Im Jahr 1934 schrieb Klara May dazu: „Ein in Athen lebender Architekt, ein Radebeuler Kind, Professor Ziller, hatte uns durch Griechenlands Schätze geführt. Begeistert griff er unseren Gedanken auf und führte ihn mit seinem Bruder, der ebenfalls ein Menschenalter in Athen gelebt hatte, in Radebeul aus. Dort steht nun die Nachbildung des Niketempels von der Akropolis in Athen.“
Im Jahr 1942 formulierte sie es so: „Ich hatte inzwischen Karl May geheiratet, der schenkte mir das Mausoleum, wie es heute auf dem Friedhof steht, es sollte eine Ablenkung für mich sein und mir den Wunsch erfüllen den ich in Athen auf der Akropolis ausgesprochen hatte. Die Brüder Ziller, die beide dort waren brachten das Werk zur Ausführung. Radebeul und Athen waren durch Zillers, die die Lößnitz begründeten eng verbunden.“ Ob Paul Ziller, der als der Architekt des May-Grabmals gilt, Entwürfe von seinem Bruder Ernst erhielt, um die viel kleineren Proportionen des Radebeuler Grabmals gegenüber dem originalen Nike-Tempel beziehungsweise dem Schliemann-Mausoleum richtig hinzubekommen, ließe sich aus dem Zitat zwar ableiten, ist aber wohl derzeit nicht erforscht. Eine Lösung bietet sich in der Formulierung des ehemaligen Radebeuler Denkmalpflegers Dietrich Lohse an, dass nämlich Paul Ziller, der ja den Auftrag zur Bauausführung für das Grabmal bekam, „seinerseits den Athener Bruder Ernst konsultiert[e]“.
Das Grabmal als Familienbegräbnisstätte der Familien May und Plöhn entstand 1903, zwei Jahre nach dem Tod von Klara Mays erstem Mann Richard Plöhn. Der ausführende Architekt Paul Ziller überließ die Bauarbeiten der Baufirma „Gebrüder Ziller“ seiner Schwägerin Marie, deren Mann Gustav im selben Jahr wie Richard Plöhn gestorben war.
Namen und Daten der dort Beigesetzten finden sich an den Innenseiten des Grabmals:
| KARL MAY. GEB.D.25.FEBR.1842 GEST.D.30.MAERZ 1912 | KLARA MAY. GEB.D.4.JULI 1864 GEST.D.31.DEZ.1944 |

Der Innenraum hat ein Glasdach, durch das eine marmorne Figurengruppe in einer halbrunden Nische im Hintergrund im Halbrelief beleuchtet wird. Selmar Werner, der Schöpfer dieser Figurengruppe, benannte sein figuratives Marmorbild „Engel empfangen eine irdische Seele“. Unter dem Bild stehen die Worte:
| SEI UNS GEGRÜSST! WIR, DEINE ERDENTATEN, ERWARTETEN DICH HIER AM HIMMELSTOR | DU BIST DIE ERNTE DEINER EIGNEN SAATEN UND STEIGST MIT UNS NUN ZU DIR SELBST EMPOR |

In der Mitte des Raumes liegt eine Grabplatte mit Palmettenfries.
Richard Plöhn sowie Klara Mays Mutter Wilhelmine Beibler (gest. 1909) waren ursprünglich ebenfalls im Grabmal bestattet. 1942 ließ Klara May anlässlich des unter nationalsozialistischem Einfluss stehenden Festes zu Karl Mays 100. Geburtstag Plöhn (der möglicherweise jüdische Wurzeln hatte) und Beibler exhumieren, einäschern und auf den Urnenhain Tolkewitz überführen. Sowohl in Tolkewitz als auch im Grabmal selbst wurden nach dem Ende des NS-Regimes Gedenktafeln für die beiden angebracht.

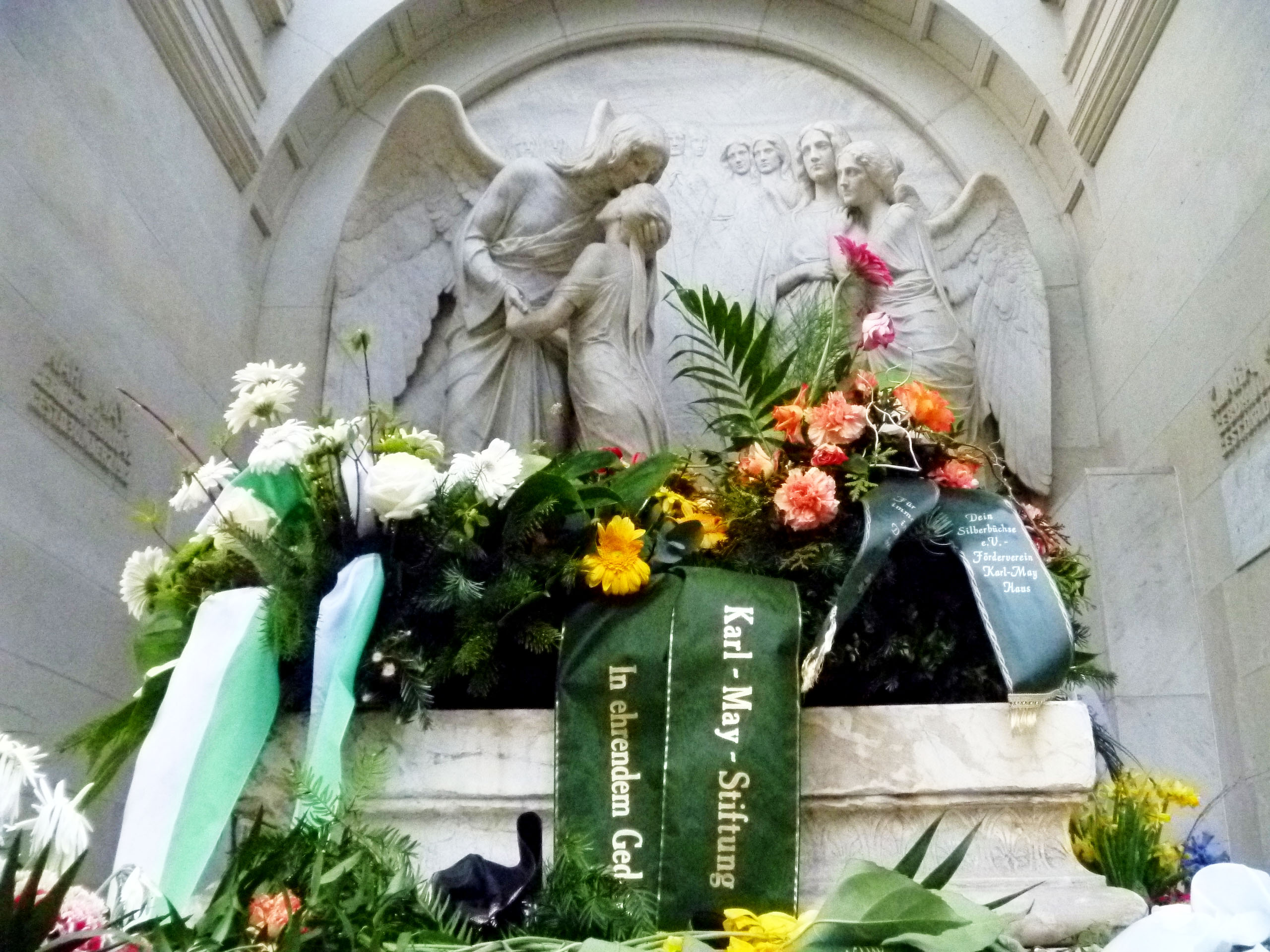
Ehrung zum 100. Todestag des Schriftstellers 2012

Dem Tempel gegenüber stehen zwei von Löwengreifen flankierte Ruhebänke von Sascha Schneider.

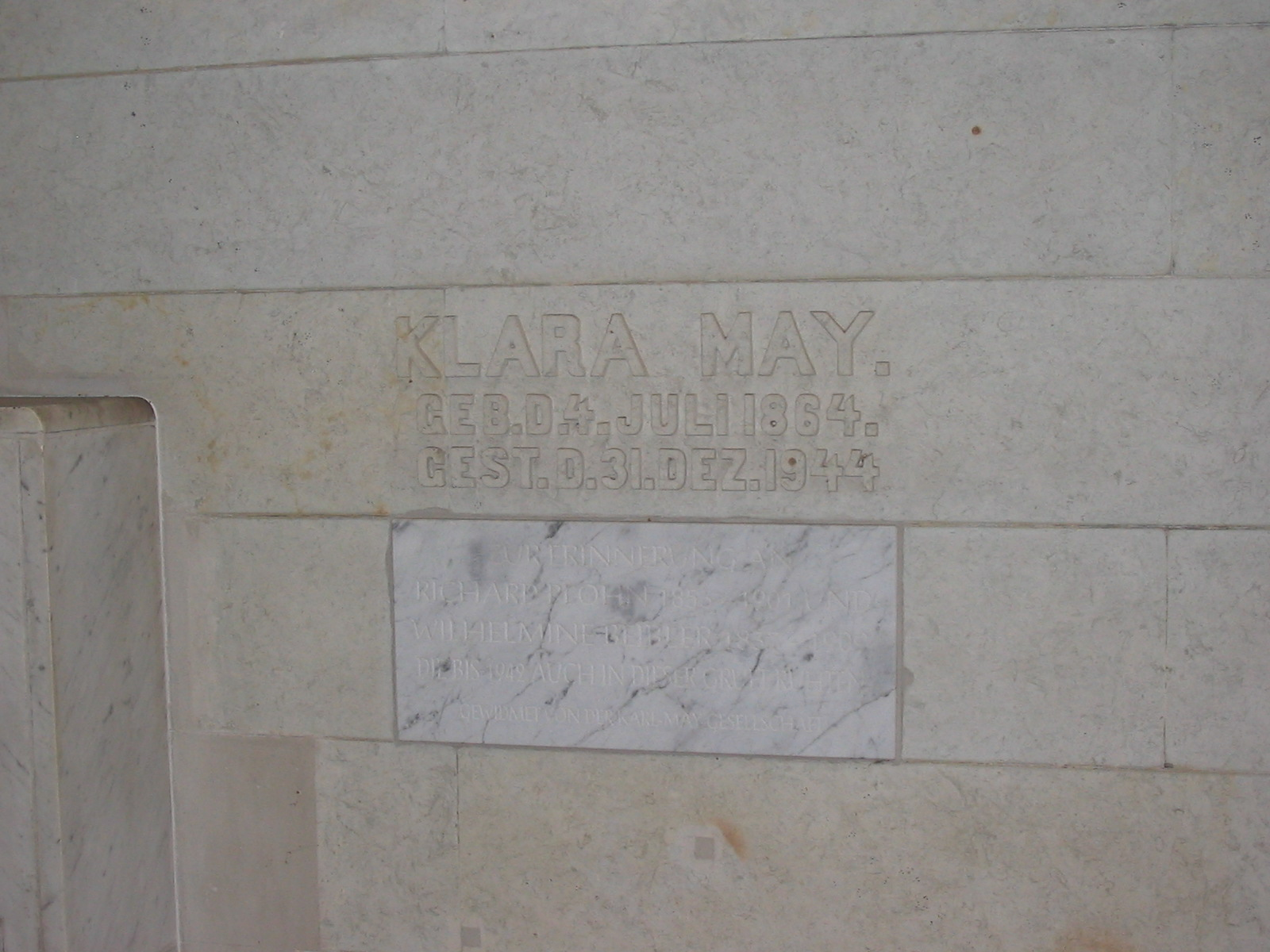
Erinnerungsschrift an Plöhn und Beibler
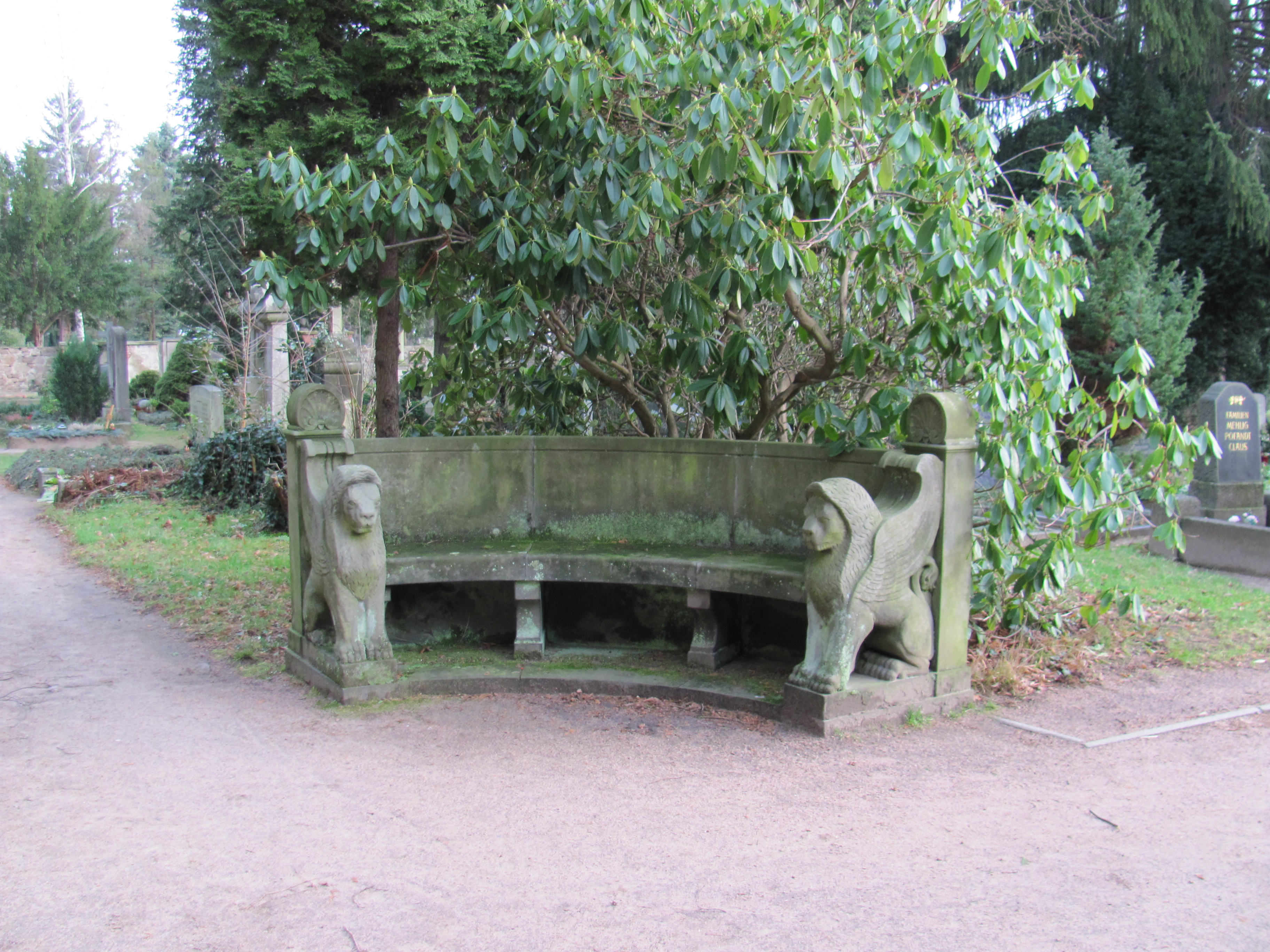
Eine der Ruhebänke von Sascha Schneider